# Невеста из Вуадиля
«Невеста из Вуадиля» (узб. Vodillik kelin) — советский музыкальный фильм Али Хамраева.
Часть песен в фильме исполнена певицей Наргиз, в частности, заключительная песня «Помни меня» на музыку её дяди Фарруха Закирова и на слова Ильи Резника, с этой песней она в 15 лет появилась на I Всесоюзном телевизионном конкурсе молодых исполнителей советской эстрадной песни «Юрмала-86», где получила приз зрительских симпатий.
Фильм в кинопрокате просмотрело 3 200 000 зрителей.
Газета «Советская культура» отмечала, что новаторство фильма заключается в сочетании традиционной сюжетной схемы («народного») с авторским юмором и интерпретацией народных мотивов; была отмечена и работа оператора Рифката Ибрагимова, не использовавшего при съёмке стилизацию под старину или экзотику.

## Сюжет
Ядгар, трамвайный вагоновожатый и сын трамвайного вагоновожатого, встречает заблудившуюся в столице Узбекской ССР Асаль и влюбляется в неё. По совпадению, это случается накануне задуманного его семьёй сватовства — семья хочет, чтобы он женился до прохождения службы в армии. Ядгар приглашает Асаль переночевать у него на веранде, на следующий день они вместе находят дом её тёти. Асаль, посмотрев на окружающих, пытается подражать окружающим девушкам, делает новую причёску, и этим привлекает внимание, которое ей не нравится. Она расстраивается и вскоре уезжает в родной Вуадиль. Ядгар следует за ней. Получив повестку сына, его отец, вдовец Хусан, уезжает разыскивать Ядгара. По ходу фильма его штрафует за безбилетный проезд (забыл дома служебное удостоверение) тётя Асаль, за которой Хусан тут же пытается начать ухаживать. Ахмад, милиционер и отец Асаль, выступает против отношений молодых людей, он предлагает решить этот вопрос в прилюдном поединке во время большого праздника. Оба отца верят в то, что они могут устроить счастье своих детей, поддавшись, и в итоге борьба заканчивается ничьей. Молодые люди проводят время вместе, пока семья ругается о том, как организовать свадьбу. Хусан встречает Халиму, обнаруживает, что она сестра Ахмада, и в итоге семьи принимают решение сыграть две свадьбы. В конце фильма семья провожает Ядгара в аэропорту на срочную службу в армию.

## В ролях
| Актёр                | Роль                                     |
| -------------------- | ---------------------------------------- |
| Рано Закирова        | Асаль                                    |
| Фуркат Файзиев       | Ядгар                                    |
| Хусан Шарипов        | Хусан Артыкович отец Ядгара              |
| Бахтиёр Ихтияров     | Ахмад-палван отец Асаль                  |
| Гульча Ташбаева      | Аида Сестра Ядгара                       |
| Марьям Ихтиярова     | Халима тётя Асаль, сестра Ахмада-палвана |
| Айбарчин Бакирова    | Нуриниссо жена Ахмада                    |
| Саидмурад Зияутдинов | фотограф                                 |
| Эргаш Каримов        | парикмахер                               |
| Машраб Кимсанов      | Машраб муж Аиды                          |
| Марьям Якубова       | бабушка Рано                             |
| Дилором Камбарова    | Диля                                     |
| Зухра Абдурахманова  | мать Хусана                              |